# Dénes Pataky
Dénes Pataky (Budapest, 25 giugno 1916 – Toronto, 7 aprile 1987) è stato un pattinatore artistico su ghiaccio ungherese, specializzato nel singolo.

## Palmarès
| Evento                         | 1933 | 1934 | 1935 | 1936 |
| ------------------------------ | ---- | ---- | ---- | ---- |
| Giochi olimpici invernali      |      |      |      | 9°   |
| Campionati mondiali            |      | 5°   | 3°   | 6°   |
| Campionati europei             |      | 2°   |      |      |
| Campionati nazionali ungheresi | 1°   | 1°   | 1°   | 1°   |